# Dominik Andreas von Kaunitz-Rietberg-Questenberg
Dominik Andreas (II). von Kaunitz-Rietberg-Questenberg (* 30. März 1739 in Wien; † 26. November 1812 ebenda) war Gutsbesitzer, Diplomat und kaiserlicher Hofbeamter.

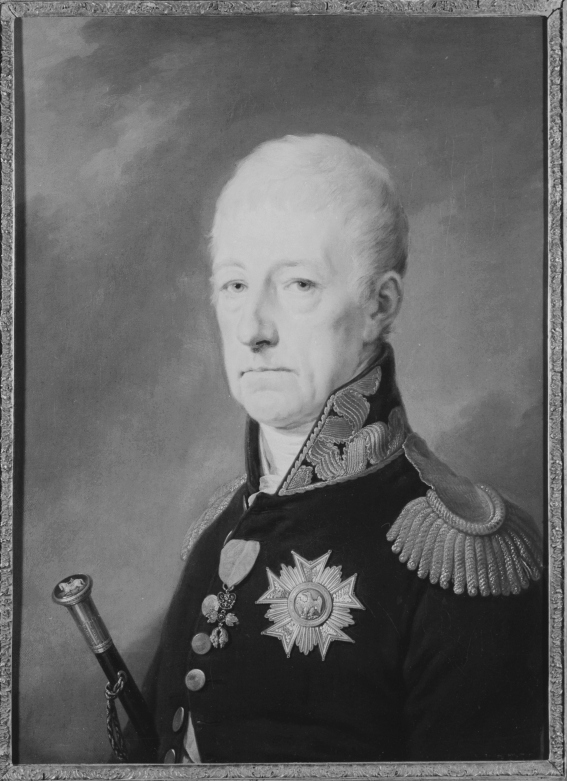
Porträt von Dominik Andreas Fürst Kaunitz-Rietberg-Questenberg (1739–1812)

## Leben
Er war der dritte Sohn von Wenzel Anton von Kaunitz-Rietberg und der Maria Ernestine, geb. von Starhemberg.

### Erbe der Questenberg
Unter der Bedingung der Namens- und Wappenvereinigung setzten ihn seine Tante Maria Antonia von Questenberg und deren Mann Johann Adam von Questenberg zum Erben des Besitzes derer von Questenberg ein. Darunter war das Questenbergpalais in Wien und das Schloss in Jarmeritz. Seit 1761 nannte er sich daher von Kaunitz-Rietberg-Questenberg.

### Diplomatie und Hofdienst
Er trat in den österreichischen diplomatischen Dienst ein und war zwischen 1774/1776 und 1779/1780 Botschafter in Madrid. Dominik Andreas wurde 1792 in den Orden vom Goldenen Vlies aufgenommen. Seit 1794 war er Vize-Obrist-Hofstallmeister und seit 1807 Oberststallmeister.

### Erbe von Rietberg
Nach dem Tod seines Bruders 1797 wurde er dessen Erbe und damit regierender Graf in Rietberg. Das Land wurde 1806/07 französisch besetzt und in das Königreich Westphalen eingegliedert.

### Ehe und Nachkommen
Dominik Andreas von Kaunitz-Rietberg-Questenberg heiratete 1762 Bernardine Gräfin von Plettenberg-Wittem. Mit dieser hatte er drei Nachkommen:
1. Marie Theresia Aloisia (1763–1803) heiratete Rudolf Johann Wenzel von Wrbna und Freudenthal. Nach dem Aussterben der Kaunitz im Mannesstamm erlangte 1898 Rudolf Christian Graf Wrbna und Freudenthal († 1927) für sich und seine Nachfolger als Inhaber des Kaunitz’schen Fideikommisses eine Namens- und Wappenvereinigung als „Wrbna-Kaunitz-Rietberg-Questenberg und Freudenthal“.[1]
2. Maria Antonia (1765–1805) war Stiftsdame in Mons.
3. Alois Wenzel Dominik (1774–1848) war Nachfolger des Vaters.

Bernardine von Kaunitz-Rietberg starb 1779 und wurde im Stephansdom beigesetzt.